# Интранет

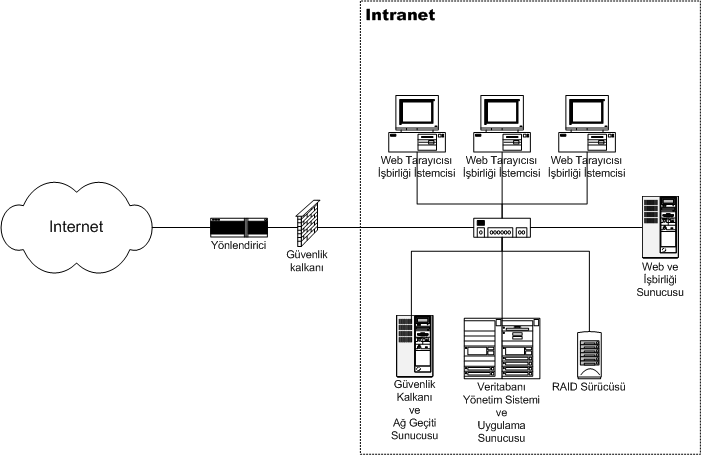
Схематическое изображение интранета

Интранет (англ. intranet, также интрасеть) — локальная сеть, построенная на технологиях и использующая стандарты Интернета. Слова интранет, интрасеть вошли в русский язык в 1990-е годы.
Интранет может быть как подключён к Интернету (при этом доступ к нему из интернета ограничен межсетевым экраном), так и физически изолирован от него. Доступ к ресурсам интранета может быть предоставлен как сотрудникам организации, так и её партнёрам. При этом часть интранета, которая доступна внешним пользователям, называют экстранетом (англ. extranet).
Интрасети получили широкое распространение, большинство экземпляров коммерческого ПО веб-серверов уже на 1997 год было установлено в интрасетях. Интранет кардинально изменил характер внутренних коммуникаций в организациях и ускорил их. С интранетом связано распространение технологических стандартов во внутренних коммуникационных процессах организаций.

## История термина
Автором термина интранет (в оригинальном написании — IntraNet) является, по его утверждению, Стивен Теллин (англ. Steven L. Telleen), использовавший его впервые летом 1994 году (тогда он работал в Amdahl Corporation). С. Теллин с коллегами использовали это слово в значении «корпоративный веб» (Enterprise-Wide Web), тогда как интернет подразумевался как публичный веб.
В дальнейшем термин был использован в редакционной статье Стивена Лотона «Intranets fuel growth of Internet access tools», опубликованной в номере журнала «Digital News & Review», вышедшем 24 апреля 1995 года.
Термин стал широко известен с ноября 1995 года благодаря публикациям в Wall Street Journal.
Изначально термин интранет определялся как инфраструктура, основанная на стандартах и технологиях Интернета, которая поддерживает совместное использование контента в рамках ограниченной строго определённой группы пользователей (англ. An infrastructure based on Internet standards and technologies that supports sharing of content within a limited and well-defined group).
К 1998 году значение термина изменилось, и он стал обозначать контент, которым пользуются члены одной организации — даже в том случае, когда он доступен через публичные каналы Интернета.

## Особенности
Интранет способствует внедрению безбумажных технологий в документооборот и стандартизации используемых в организациях технологий.
Интранет является одной из технологий для генерации знаний. Подавляющее большинство технологических компаний уже в 1998 году использовали интранет для интенсификации разработок технологических новшеств.
Вложения в интранетовскую инфраструктуру быстро окупаются. Внедрение интранетовских технологий в бизнес-процессы до 80 % снизило затраты на операционную деятельность в организациях разных отраслей.